# King Clancy
Francis Michael „King“ Clancy (* 25. Februar 1903 in Ottawa, Ontario; † 8. November 1986 in Toronto, Ontario) war ein professioneller, kanadischer Eishockeyspieler (Verteidiger), -trainer und -schiedsrichter, der von 1921 bis 1937 für die Ottawa Senators und Toronto Maple Leafs in der National Hockey League spielte. Nach ihm wurde die King Clancy Memorial Trophy benannt.

## Karriere
Sein Vater, ein herausragender Footballspieler, war der erste „King“ in der Familie und Francis erbte den Namen von ihm. Es waren nicht die Statistiken, die seine Rolle im Spiel wiedergeben, es waren seine Führungsqualitäten, die ihn ausmachten. 
1921 holten die Ottawa Senators ihn in ihren Kader und schnell entwickelte er sich zu einem Star im Team. Trotz seiner schmächtigen Statur spielte er sehr körperbetont und ging keiner Auseinandersetzung aus dem Weg, auch wenn er hierbei oft den Kürzeren zog. Bei den beiden Stanley-Cup-Siegen 1923 und 1927 zählte er zu den Stützen des Teams.
Conn Smythe hatte Ende der 1920er Jahre die Toronto Maple Leafs übernommen und eine starke Mannschaft aufgebaut. Auf der Suche nach einem Führungsspieler für die Defensive war er sehr an einer Verpflichtung von Clancy interessiert. Für eine Ablöse von $35.000, von denen er einen Großteil mit einem seiner Pferde Rare Jewel gewonnen hatte, konnte er ihn 1930 aus Ottawa loseisen.
In Toronto wurde nach seiner ersten Saison der Maple Leaf Gardens eröffnet. Dort führte er die Leafs in der Saison 1931/32 zu ihrem dritten Stanley Cup. Seine Krönung erlebte der aus Irland stammende Clancy am Saint Patrick’s Day 1933. Der Maple Leaf Gardens war in grün und Orange geschmückt und Clancy setzte sich mit einer Krone auf einen Thron. Das erste Drittel spielte er in einem grünen Trikot mit einem Kleeblatt.
Eine halbe Saison trainierte er die Montreal Maroons, bevor er den Platz hinter der Bande gegen eine Pfeife tauschte. Bis 1949 war er elf Jahre als Schiedsrichter in der NHL tätig. Nach ein paar Jahren als Coach in der AHL übernahm er 1953 den Trainerjob bei den Toronto Maple Leafs und kam Ende der 60er Jahre noch einmal als Co-Trainer für ein Jahr zurück. Noch viele Jahre war er im Management der Maple Leafs tätig.
1958 wurde er mit der Aufnahme in die Hockey Hall of Fame geehrt.

## Sportliche Erfolge
- Stanley Cup: 1923, 1927 und 1932

### Persönliche Auszeichnungen
- First All-Star Team: 1931 und 1934
- Second All-Star Team: 1932 und 1933

## Sonstiges
Seine Urenkelin ist die Eishockeyspielerin Laura Stacey.